# Carlos Rojas
Carlos Rojas (1928-1963) foi um futebolista chileno. Ele competiu na Copa do Mundo FIFA de 1950, sediada no Brasil.